# 新倫敦劇院

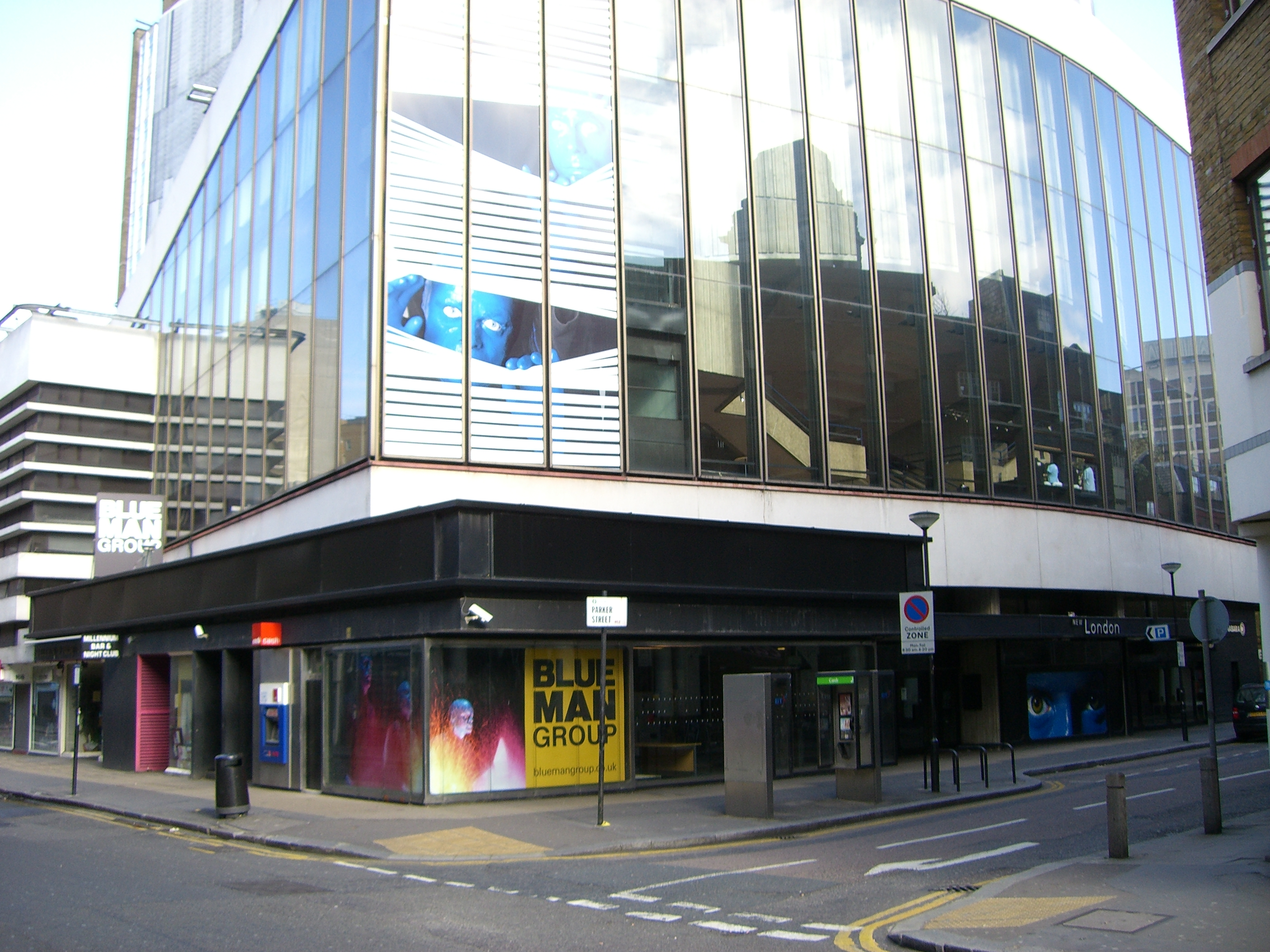
新伦敦剧院（2006）

新倫敦劇院（New London Theatre）是倫敦西區的一座劇院，位於康登倫敦自治市的科芳園。新倫敦劇院最早是一座音樂廳，始建於17世紀末期。1911年，劇院進行重建並改名為New Middlesex Theatre of Varieties。戰後新倫敦劇院再次進行重建並改為現名。

## 外部連結
- New London Theatre homepage